# (145452) Ритона
(145452) Ритона (временное обозначение 2005 RN43) — крупный классический объект пояса Койпера.
Объект был открыт 10 сентября 2005 года Эндрю Беккером, Эндрю Пакеттом и Джереми Кубикой в обсерватории Апачи-Пойнт (Нью-Мексико, США). Его орбита полностью пролегает за орбитой Нептуна.

## Классификация
Согласно классификации Центра малых планет (MPC) Ритона является кьюбивано. Но так как этот объект имеет наклон орбиты в 19,3 °, и неизвестно, как он приобрел эту умеренную склонность, Центр Глубокого исследования эклиптики (DES) классифицирует его как внешний объект рассеянного диска.